# Hans-Ulrich Rudel
Hans-Ulrich Rudel (Konradswaldau, 2 de julho de 1916 — Rosenheim, 18 de dezembro de 1982) foi um aviador militar alemão.
Nascido na Silésia, era filho de um pastor. Quando criança nada indicava que seria especialmente corajoso; realmente dizia-se que sua mãe ainda segurava sua mão quando trovejava. Mas sempre esteve apto a prática de esportes, e talvez este tenha sido um fato oportuno para que pudesse desenvolver suas atividades esportivas em serviço militar.
Em 1936 ele entrou para a Luftwaffe como oficial-cadete. Após ser aprovado em seu curso de treinamento de vôo e qualificado como piloto, Rudel, então, foi voluntário para treinos futuros com bombardeiros de mergulho para apoio aéreo aproximado e não foi bem visto pelos instrutores destes treinamentos. Teve seu pedido rejeitado e - para sua humilhação - foi mandado para um curso de observação de reconhecimento aéreo.
Participou, na campanha da Polônia como observador em missões de reconhecimento de longo alcance. Rudel, desejava pertencer ao que era então encarado pelos muitos jovens pilotos como o mais atraente da força aérea - voar em um Junkers Ju 87 Stuka. Continuou tendo seus pedidos de transferência para a divisão aérea de bombardeiro de mergulho dos Stukas sistematicamente negados até 1940, quando preencheu uma vaga em um dos cursos de vôo do Ju 87. Após completá-lo,  foi transferido para uma brigada de treinamento do Stuka (I/St.G.2) próximo à Stuttgart, de onde observou a campanha na França e nos Países Baixos.
No início da Operação Barbarossa, o I/St.G.2 foi para o "front " russo na Frente Oriental e executava missões quase vinte e quatro horas por dia. Todas as tripulações eram necessárias e Rudel foi transferido para o esquadrão cujo líder interessou-se imediatamente por ele. "O Rudel é o melhor homem do meu esquadrão" disse ele duas ou três semanas depois, "apesar de ser um sujeito louco, não viverá muito tempo".
Rudel levantou vôo na sua primeira missão de bombardeio de mergulho às 3 horas da manhã do dia 23 de junho de 1941, e ainda estaria voando 18 horas depois, tendo estado fora em quatro missões diferentes. O ritmo das operações era tal que os pilotos saíam para até 8 missões em um só dia, e isso dia após dia, semana após semana.

## Começo da vida
Rudel nasceu em 2 de julho de 1916 em Konradswaldau, na Prússia. Ele foi o terceiro filho do ministro luterano Johannes Rudel. Quando garoto, Rudel não ia bem na escola, mas era um ávido atleta. Ele estudou num ginásio alemão orientado para humanidades em Lubań. Foi mais tarde, em 1933, apontado para servir na Juventude Hitlerista. Após se graduar na Abitur em 1936, Rudel foi convocado para o Reichsarbeitsdienst (a "Frente de Trabalho"). Logo em seguida, se juntou a Luftwaffe (força aérea alemã) onde começou sua carreira como piloto de reconhecimento aéreo.

## Missões e façanhas

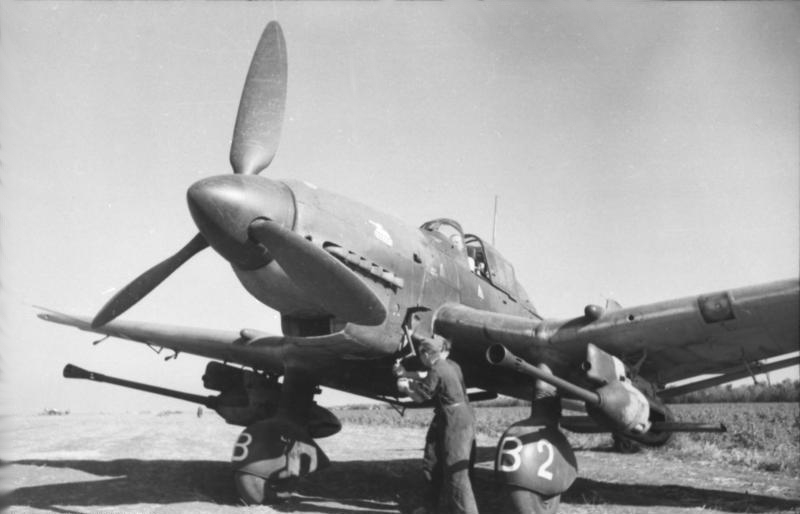
Hans-Rudel a bordo de um Stuka G-2, na Rússia

Em setembro de 1939 a Alemanha Nazista invadiu a Polônia, dando início a Segunda Guerra Mundial na Europa. Como piloto de observação, Rudel voou várias missões de reconhecimento de longa distância pelo território polonês. Em 1940, ele serviu como adido militar do 43º Regimento de Treinamento para Aviadores, baseado em Viena.
Em 1941, ele começou a treinar para ser piloto de Stuka. Ele foi enviado para uma unidade de bombardeio, o Sturzkampfgeschwader 2 (StG 2), que foi movido para a Polônia como preparação para a Operação Barbarossa, a invasão da União Soviética, que começou em junho daquele mesmo ano.
A maior façanha individual de Rudel foi em Setembro de 1941. Duas brigadas do seu Geschwader (esquadrão, grupo aéreo) haviam se deslocado para Tyrkovo ao sul de Luga para uma ofensiva direta à Leningrado. Por volta do fim do mês, entretanto, um avião de reconhecimento avistou o encouraçado soviético Marat, além de dois cruzadores e algumas embarcações menores da Armada Soviética do Báltico, no porto de Kronstadt.
Marat foi afundado em seu ancoradouro em 23 de setembro de 1941 após ser atingido por uma bomba de 1 000 kg (2 200 lb) perto da superestrutura dianteira.  Isso causou a explosão do carregador de proa que demoliu a superestrutura e a parte dianteira do casco.  326 homens foram mortos e o navio gradualmente se acomodou no fundo em 11 metros (36 pés) de água.  Seu naufrágio é creditado a Rudel.

## Marat
Em 23 de setembro de 1941, os dois Staffeln do I/St.G 2 (Gruppe I do St.G 2) atacaram a frota soviética ancorada no porto de Kronstadt (na área de Leningrado), defendido por mais de 1 000 armas antiaéreas. Entre os navios lá ancorados, estava o encouraçado "Marat", de 26 500 toneladas - um dos dois únicos navios de grande porte da esquadra vermelha. Mais tarde, Rudel se recordaria:
| “ | Foi terrível. Havia explosões por todos os lados. O céu parecia estar repleto de cascalhos. Eu estava me sentindo muito mal e o vôo foi uma tortura. (…) O mergulho, num ângulo de 70º a 80º, tirou o meu fôlego. Eu tinha o "Marat" em minha mira, ele se aproximava cada vez mais rápido. O navio se tornava cada vez maior. Eu via as bocas de suas armas antiaéreas apontando ameaçadoramente para mim. (…) Não havia tempo para me preocupar com o fato de que um tiro direto de Flak poderia me partir em pedaços. O "Marat" já preenchia completamente meu visor. Os marinheiros corriam pelo deck do navio, alguns carregando munições. Um dos canhões virou em minha direção e começou a disparar. Neste momento eu apertei o botão que liberava a bomba. Puxei o manche para trás com toda minha força, na tentativa de tirar o avião do mergulho, já que minha altitude era de apenas 300 metros. A bomba de 1 000kg que tinha acabado de soltar não poderia ser lançada de uma altitude inferior a 1 000 metros sob o risco de destruir o bombardeiro. Mas eu não estava me importando com isso. Eu queria atingir o "Marat" — nada mais. Embora eu puxasse o manche como um louco, eu tinha a sensação que o avião não estava me obedecendo. Eu estava quase perdendo os sentidos. Havia uma sensação terrível em minha cabeça e estômago, quando eu escutei a voz excitada de meu artilheiro-de-ré: — Herr Oberleutnant, o navio explodiu ! Eu me virei lentamente. Lá estava o "Marat" atrás de uma nuvem de fumaça quase impenetrável de 400 metros. | ” |

Ao finalizar seu mais bem sucedido ataque, Rudel, descendo dos céus em um ângulo de 90º, saiu do mergulho a apenas 4 metros da superfície da água! "Somente nesse momento eu percebi que ainda estava vivo" - ele afirmou bem depois.
Com este feito poderia ter sido condecorado, ocasião que não ocorreu. Hauptmann Steen, que comandou todo o Gruppe que participou daquele ataque disse a ele:
| “ | Eu tenho certeza de que você compreenderá que eu não posso condecorar um único homem depois desta corajosa missão na qual o Gruppe inteiro tomou parte (…) eu considero o valor da equipe como um time, o que é mais importante do que recomendá-lo para a Cruz de Cavaleiro. | ” |

## Vitórias
2.530 missões de combate, 9 vitórias (7 caças em combate) +519 tanques destruídos, 800 veículos de todos os tipos, 150 peças de artilharia, inúmeras pontes, 70 embarcações anfíbias, um encouraçado, um cruzador, um destroyer.
Josef Stálin ofereceu uma recompensa de 100 000 Rublos a quem conseguisse abatê-lo.

## Pós-guerra
No Dia da Vitória, Rudel e seu esquadrão encontravam-se na Boêmia. Voaram até Kitzingen e entregaram-se às forças americanas. Com isso, evitaram ser capturados pelos soviéticos.
|  |  |

### Prisioneiro
Esteve aprisionado para interrogatórios na Inglaterra e na França. Libertado, permaneceu internado em um hospital da Baviera até 1946. Depois de receber alta, iniciou uma atividade no ramo de transportes.

### América do Sul
Mudou-se para a Argentina em 1948 onde, com outros pilotos alemães, trabalhou para a Companhia Estatal de Aviação. Tornou-se amigo do presidente Juan Perón e prestou assessoria à Força Aérea Argentina . Alfredo Stroessner, ditador do Paraguai, Otto Skorzeny e outros ex-dirigentes nazistas exilados na América do Sul também pertenciam a seu círculo de amizades.
Alertou o criminoso de guerra Josef Mengele, que encontrava-se em Buenos Aires, de que a Alemanha Ocidental pedira sua extradição ao governo argentino. A Argentina negou tal pedido alegando que ele não vivia em seu território. Depois Rudel auxiliou Mengele a fugir para o Paraguai.

### Política
Retornou à Alemanha Ocidental em 1953 e filiou-se ao Deutsche Reichspartei, partido político de extrema-direita. Reprovou o atentado de Claus von Stauffenberg contra a vida de Hitler. Declarou-se nacional-socialista até o fim da vida.
Auxiliou a USAF a desenvolver o caça-bombardeiro A-10 Thunderbolt II. Suas Memórias foram publicadas com o título em português Piloto de Stuka com prefácio dos ases da aviação aliados Douglas Bader e Pierre Clostermann.

### Esportista
Apesar de ter perdido a perna direita no final da guerra e de usar uma prótese, continuou praticando esportes. Jogava tênis e esquiava. Na Argentina, escalou os montes Aconcágua e, em três ocasiões, o Llullaillaco.

### Morte
Rudel faleceu em Rosenheim em 18 de dezembro de 1982 aos 66 anos de idade. A seu pedido, todas as suas condecorações (inclusive a Goldenem Eichenlaubes) foram doadas por sua viúva para um Museu Alemão, onde repousam até esta data, já que Rudel não queria vê-las leiloadas nos Estados Unidos.
Como Rudel, durante toda a sua vida, declarou-se um Nacional Socialista convicto, o Governo Alemão proibiu qualquer manifestação ou homenagem. A Bundesluftwaffe proibiu a presença de seus pilotos nos funerais. Apesar dessas ordens, vários pilotos fizeram-se presentes à cerimônia e, no momento em que seu ataúde baixava à sepultura, caças McDonnell Douglas F-4 Phantom II da Luftwaffe fizeram um sobrevôo rasante sobre o cemitério, numa última saudação a uma das maiores lendas da aviação militar alemã. Os pilotos dos Phantom, por sinal, justificaram-se depois dizendo que "sobrevoaram o local por acaso"...

## Condecorações
- Cruz de Ferro (1939)

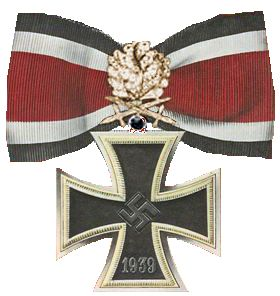
Cruz de Cavaleiro da Cruz de Ferro

  - 2ª classe (11 de outubro de 1939)[5]
  - 1ª classe (18 de julho de 1941)[5]
- Distintivo de Voo do Fronte da Luftwaffe
  - em Ouro (18 de julho de 1941)
  - em Ouro com Diamantes
- Cálice de Honra da Luftwaffe (20 de outubro de 1941) como Oberleutnant no StG[6]
- Cruz Germânica (2 de dezembro de 1941) em Ouro
- Distintivo de Piloto/Observador em Ouro com Diamantes
- Cruz de Cavaleiro da Cruz de Ferro (6 de janeiro de 1942) como Oberleutnant e Staffelkapitän do 9./StG 2[7]
  - 229ª Folhas de Carvalho (14 de abril de 1943) como Oberleutnant e Staffelkapitän do 1./StG 2[8][9]
  - 42ª Espadas (25 de novembro de 1943) como Hauptmann e Gruppenkommandeur do III./StG 2[10][8]
  - 10º Diamantes (29 de março de 1944) como Major e Gruppenkommandeur do III./StG 2[8][11]
  - 1ª Folhas de Carvalho Douradas (29 de dezembro de 1944) como Oberstleutnant e Geschwaderkommodore do StG 2[8][12]
- Medalha de Prata de Valor Militar (Itália)
- Medalha de Bravura (Hungria) (14 de janeiro de 1945)

### Condecoração especial
Em 29 de Dezembro de 1944, Hitler instituiu aquela que seria a mais alta condecoração militar por bravura entregue durante o III Reich: a Cruz de Cavaleiro da Cruz de Ferro com Folhas de Carvalho Douradas, Espadas e Diamantes ou: Ritterkreuz des Eisernen Kreuzes mit Goldenem Eichenlaub, Schwertern und Brillanten. Essa condecoração era idêntica aos Diamantes, com exceção que era feita em ouro ao invés de prata.
O único recebedor desta condecoração foi o Oberst Hans-Ulrich Rudel, que como um piloto de Stuka no Front Russo voou surpreendentes 2 530 missões, tendo destruído mais de 519 tanques, 800 veículos de todos os tipos, 150 peças de artilharia, inúmeras pontes, 70 embarcações anfíbias, um encouraçado, um cruzador, um destroyer e nove aviões soviéticos, incluindo sete caças abatidos em combates.